# 黃澤 (永樂進士)
黃澤（?—?），福建閩縣人，明朝政治人物。

## 生平
永樂九年（1411年）辛卯科福建鄉試第二名舉人，永樂十年（1412年）聯捷進士。累官升至河南左參政，期間撫恤南陽流民。之後調湖廣。宣德年間，其上疏稱正心、恤民、敬天、納諫、練兵、重農、止貢獻、明賞罰、遠嬖幸、汰冗官等建議。并上言請求遠離宦官，以免其亂政。明宣宗雖然嘉嘆其詞，卻不採納。此後仍然設立內書堂，供宦官學習文藝。明朝中後期的宦官亂政，自宣宗始。
宣德三年，升浙江布政使，并上言平陽、麗水等地應停止銀冶。黃澤為官有政績，但多暴怒，曾經撻打鹽運使丁鎡，后經舉報，下獄。正統六年，黜為民。